# Janina Stoksik

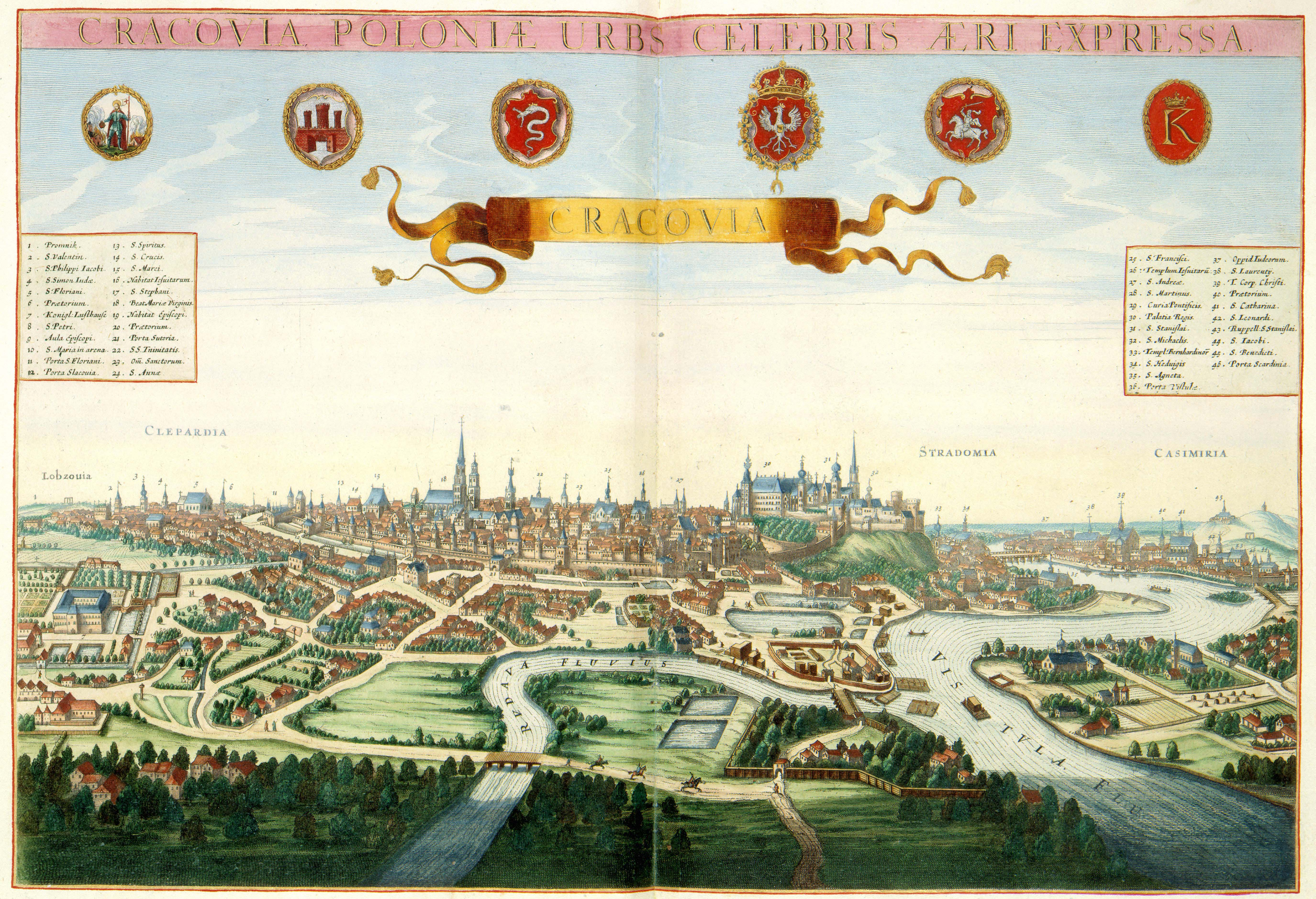
Kraków, widok z pierwszej połowy XVII wieku, opublikowany w Amsterdamie przez Jana Jansoniussa (1588-1664)

Janina Mirosława Stoksik (ur. 15 stycznia 1932 w Wejherowie) – polska historyk i archiwistka. Kustosz Archiwum Narodowego w Krakowie, gdzie zajmowała się opracowywaniem aktów staropolskich i zbiorów kartograficznych.

## Życiorys
Jest córką Jana Stoksika (1904–1985), inżyniera geodety i Anieli z domu Pająk (1897–1991). Okres okupacji niemieckiej spędziła z rodzicami i bratem Zbigniewem (1933–1998) w rodzinnych (ze strony ojca) Rzemienowicach koło Opatowca. Zamieszkała w Krakowie od 1945.
Studia historii na Wydziale Historyczno-Filozoficznym Uniwersytetu Jagiellońskiego ukończyła w 1958. Jej praca magisterska o dziejach krakowskiego klasztoru Klarysek została opublikowana w 1961. W 1975 prowadziła inwentaryzację zespołu kartograficznego w Bibliotece Kapitulnej na Wawelu. Stopień doktora nauk humanistycznych na podstawie pracy Geometrzy w Małopolsce do końca XVIII wieku (promotor: prof. Alicja Falniowska-Gradowska) w Uniwersytecie Pedagogicznym w Krakowie uzyskała w 1983. W latach 1959–1994 pracowała w Archiwum Narodowym w Krakowie, przechodząc kolejne stopnie od młodszego archiwisty po starszego kustosza. Była kierownikiem oddziałów tego archiwum gromadzących akta staropolskie i zbiory kartograficzne.
Została odznaczona Złotym Krzyżem Zasługi w 1993.
W 2022 z okazji jubileuszu 90-lecia Janiny Stoksik ukazały się w „Krakowskim Roczniku Archiwalnym” jej biografia, wykaz opracowanych zespołów archiwalnych i bibliografia jej dorobku naukowego.

## Działalność naukowa
Jest autorką lub współautorką ponad 50 publikacji naukowych z zakresu historii Polski XVII–XVIII wieku, historii geodezji i kartografii polskiej tego okresu ze szczególnym uwzględnieniem kartografii wielkoskalowej: rękopiśmiennych, zazwyczaj wielobarwnych map, zachowanych w polskich zbiorach archiwalnych, bibliotecznych, klasztornych i muzealnych, autorstwa głównie geometrów małopolskich.
Opublikowała także prace z zakresu historii i genezy galicyjskiego katastru gruntowego z połowy XIX wieku, którego powstanie poprzedzone zostało sporządzeniem map gruntowych i opisów do nich metryki józefińskiej w końcu XVIII wieku i metryki franciszkańskiej w początkach XIX wieku. Austriacki kataster gruntowy z połowy XIX stulecia stanowił najwyższe osiągnięcie ówczesnej techniki pomiarowej, daleko wyprzedzające działania podejmowane w tym zakresie przez pozostałe państwa zaborcze: Prusy i Rosję. Ustalenia katastru galicyjskiego obowiązywały na terenie Polski południowej do początków drugiej połowy XX wieku.

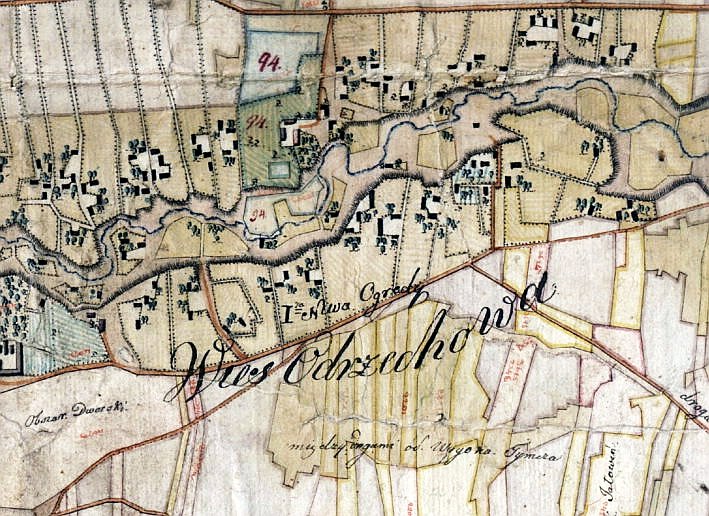
Odrzechowa – galicyjska mapa katastralna metryki franciszkańskiej, 1817

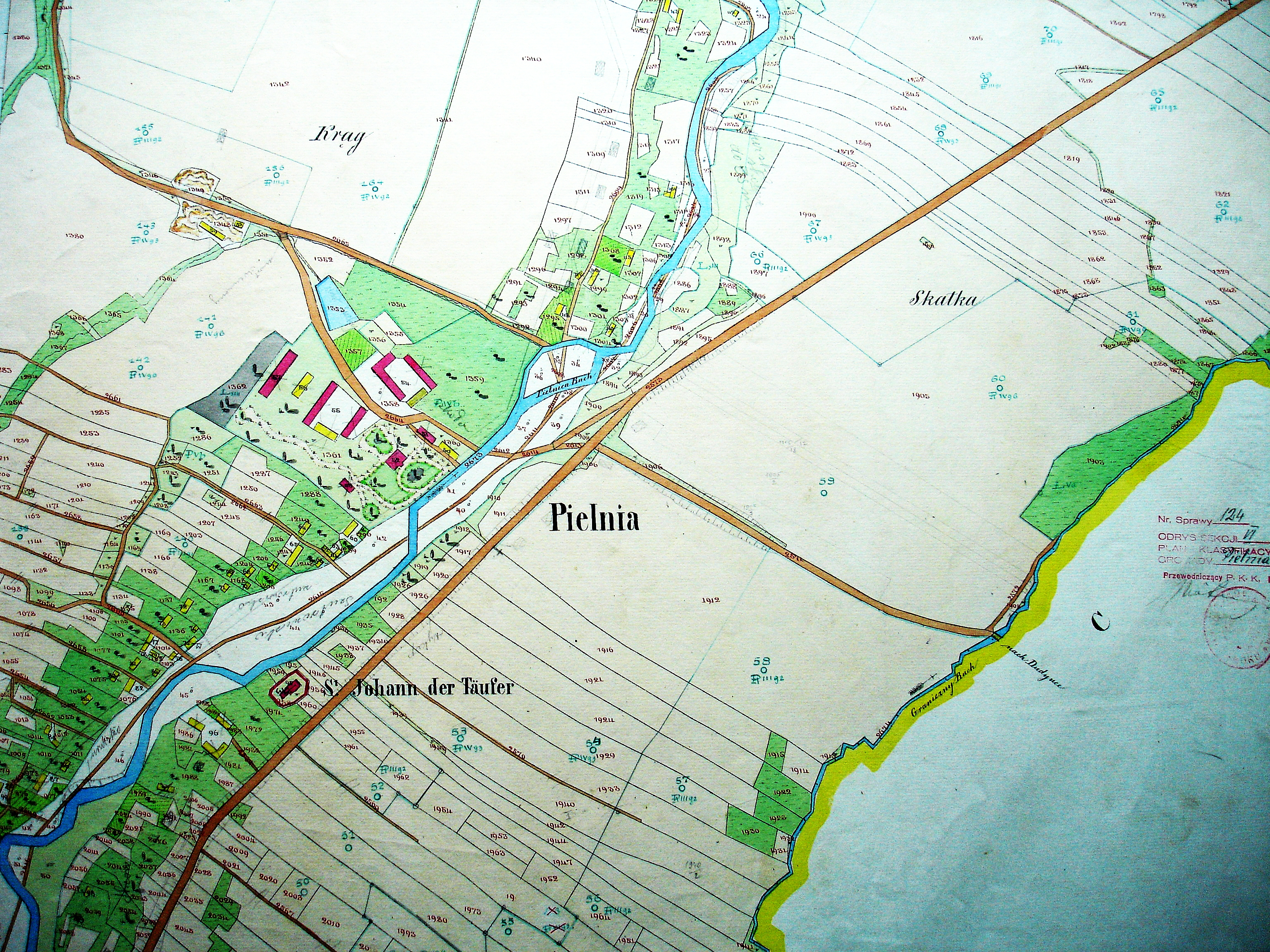
Pielnia – galicyjska mapa katastralna (1:2880), 1852

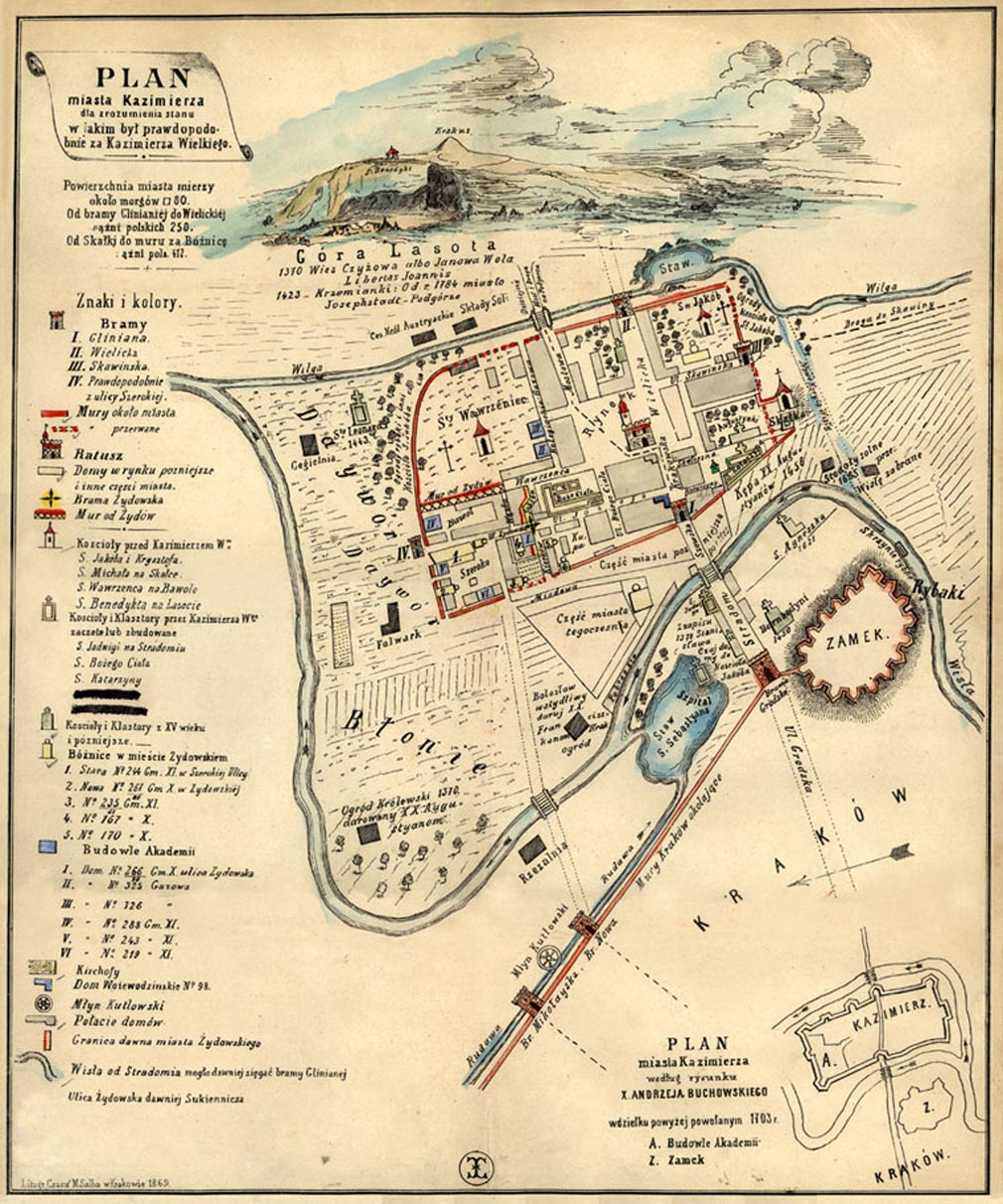
Litografia (1869) wielkoskalowej mapy podkrakowskiego Kazimierza

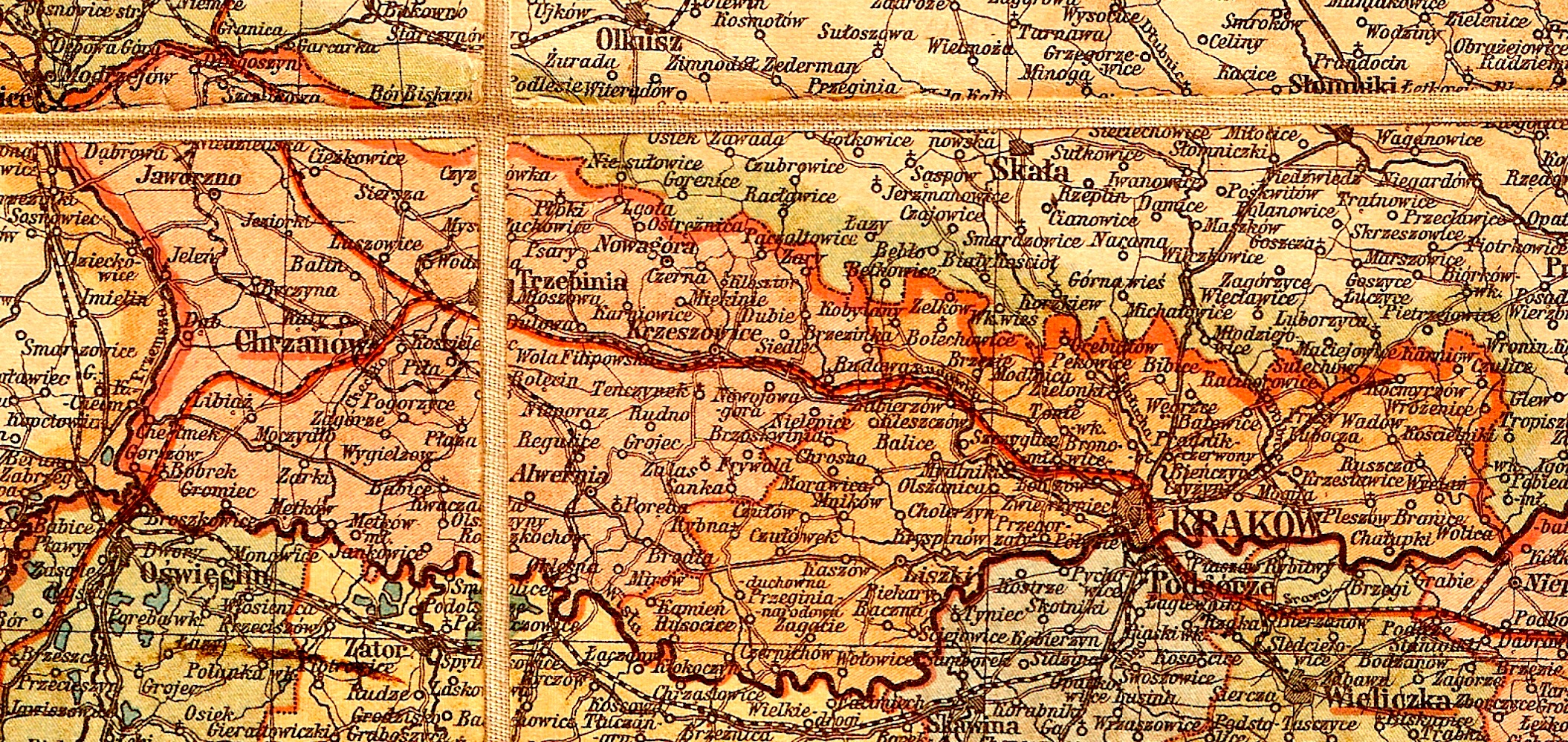
Mapa Wielkiego Księstwa Krakowskiego, 1846–1918

Jest autorką, współautorką lub redaktorką opracowań monograficznych z zakresu historii polskiej geodezji i kartografii, a także dziejów miast polskich. Zajmuje się również edytorstwem źródeł historycznych i problemami komputeryzowania zasobów archiwalnych. Jest autorką biogramów, także w Polskim Słowniku Biograficznym. Jest stałym recenzentem naukowym i członkiem komitetu redakcyjnego „Krakowskiego Rocznika Archiwalnego” od założenia czasopisma w 1995. Była także autorką recenzji, które publikowała w czasopiśmie „Archeion” wydawanym przez Naczelną Dyrekcję Archiwów Państwowych.
W 2014 Archiwum Narodowe w Krakowie zorganizowało promocję jej książki Geometrzy małopolscy do końca XVIII wieku: Z dziejów geodezji i kartografii wielkoskalowej w Polsce. Publikacja ta przedstawia historyczną analizę zasad tworzenia map w Małopolsce w porównaniu z pozostałymi głównymi ośrodkami kartograficznymi dawnej Polski, a także opis dziejów (1631–1778) uniwersyteckiej katedry geometrii praktycznej kształcącej geometrów w Krakowie i jej absolwentów.

Znaczenie tej książki wykracza daleko poza skromny tytuł. Poruszane tu zagadnienia dotykają istotnych kwestii gospodarczych i społecznych Rzeczypospolitej przedrozbiorowej. (...) Posłuży także historykom-regionalistom i miłośnikom „małych ojczyzn”, gdyż zawiera wiele cennych i nieznanych dotąd informacji szczegółowych o fundamentalnym znaczeniu dla dziejów wielu miejscowości.

## Publikacje książkowe
- Geometrzy małopolscy do końca XVIII wieku: Z dziejów geodezji i kartografii wielkoskalowej w Polsce, Kraków: Archiwum Narodowe, 2013, s. 257, ISBN 978-83-927658-7-5. (recenzja1, recenzja² s. 231–232).
- Plany i widoki miast z okresu I Rzeczypospolitej w zasobie Archiwum Państwowego w Krakowie i ich twórcy, [w:] Jerzy Ostrowski, Paweł E. Weszpiński (red.), Z dziejów kartografii. T. XV. Dawna kartografia miast, Warszawa: Instytut Historii Nauki PAN, 2011, s. 161–184, ISBN 978-83-86062-06-5.
- Wielki Kraków – jego powstanie w latach (1902) 1910–1915, [w:] Małgorzata Klimas, Bożena Lesiak-Przybył (red.), Wielki Kraków. Rozszerzenie granic miasta w latach 1910–1915, 2010, s. 11–36, ISBN 978-83-927658-2-0.
- Dawne plany i widoki Krakowa, [w:] Zdzisław Noga (red.), Atlas historyczny miast polskich. T. 5, Małopolska, 2007, 36–38, 40–43 (także opisy 17 historycznych planów Krakowa), ISBN 978-83-89131-53-9.
- Właściciele Chrzanowa od początku XVII wieku do początku XIX wieku, [w:] – (red.), Chrzanów. Studia z dziejów miasta i regionu do roku 1939, t. I, 1998, s. 113–152, ISBN 978-83-906081-2-9.
- Chrzanów i jego mieszkańcy od początku XVII wieku do początku XIX wieku, [w:] – (red.), Chrzanów. Studia z dziejów miasta i regionu do roku 1939, t. I, 1998, s. 155–182, ISBN 978-83-906081-2-9.
- Siewierz i księstwo siewierskie w XVII i XVIII-wiecznych przekazach kartograficznych, [w:] Feliks Kiryk (red.), Siewierz – Czeladź – Koziegłowy. Studia i materiały z dziejów księstwa siewierskiego, Katowice: Muzeum Śląskie, 1994, s. 597–613, ISBN 83-85039-20-1.
- Małopolscy miernicy w XVI-XVII wieku, [w:] Anna Izydorczyk, Andrzej Wyczański (red.), Społeczeństwo staropolskie: Studia i szkice. T. 4, Warszawa: Państwowe Wydawnictwo Naukowe, 1986, s. 71–103, ISBN 83-01-06248-7.